# 행렬 노름
행렬 노름(matrix norm)은 행렬의 노름이다. 벡터가 행렬인 벡터 공간 내 벡터 노름이다.
작용소 노름, 프로베니우스 노름, 맥스 노름 등이 있다.